# 保民生抗修例大聯盟
保民生抗修例大聯盟（英語：Alliance for Peace and Economy Hong Kong，又稱保民生反修例大聯盟），成立於2019年6月13日，是由連登網民「9up議政」聯同一群“愛國愛港”的香港網民成立的，模仿建制派的反對修訂逃犯條例的網絡組織。

## 理念
保民生抗修例大聯盟的口號、標誌等皆與2014年的保普選反佔中大聯盟雷同，而其網頁及聯署設計則與較早成立的保公義撐修例大聯盟非常相似。該聯盟標榜「保民生 穩經濟 反修例」，並舉辦「愛香港 撐經濟 簽名運動」（Alliance for Peace and Economy Movement），收集反修例網民的簽名。此聯盟亦一如其他建制派團體般，表明「不搞政治 自做實事」及「反走資」。聯盟雖表明反修例，但其理據與政治無關。聯盟亦引述中华人民共和國駐英大使劉曉明之言，直指其中央從來沒有下令修例，質疑特首林鄭月娥何以仍一意孤行搞亂香港秩序。
聯盟於官方網頁指修例會令外資撤出香港，波及地產、零售等產業，最終導致樓價大跌。聯盟希望透過闡述修例對香港樓市及股市的負面影響，驅使親建制派的中產階層及中老年人士加入反修例行列。

## 迴響
該聯盟成立一日，便吸納逾萬個Facebook讚好，更旋即獲得各大傳媒報道。
據網媒香港01報導，大聯盟同時在收集反修例的簽名。截至6月30日，撐經濟反修例聯署已達98萬人，已超越撐修例聯署的93多萬個。

## 外部連結
- 愛香港撐經濟簽名運動 官方網頁
- 保民生抗修例大聯盟 Facebook專頁(連結可能已過期)
- 鄭佩珊. . 端傳媒. 2019-06-28  [2019-06-30]. （原始内容存档于2020-09-21） （中文）.